# 빌트 2 혜성

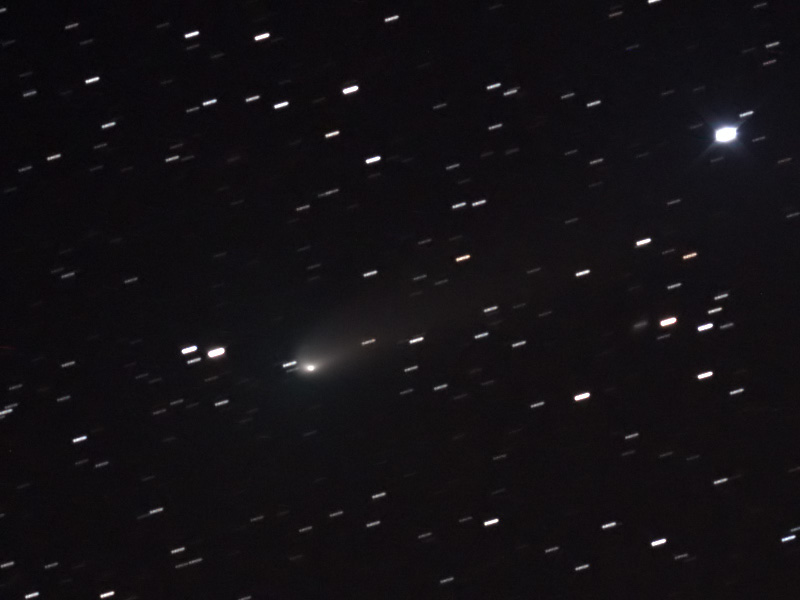
지구에서 본 빌트 2 혜성.

빌트 2 혜성(영어: Wild 2) 또는 81P/빌트(영어: 81P/Wild)는 발견자인 스위스 천문학자 바울 빌트의 이름을 딴 혜성이다. 바울 빌트는
혜성을 스위스의 짐메르발트 천문대의 40 cm 슈미트 카메라를 이용하여 발견하였다.
빌트 2 혜성의 45억 년 일생 대부분 동안은 더 원에 가까운 궤도를 돌고 태양에서 지금보다 더 멀었을 것이다. 1974년 9월, 혜성은 목성에서 100만 킬로미터 떨어진 곳을 지나갔고, 목성의 강력한 중력으로 인하여 혜성의 궤도가 섭동되어 혜성을 내태양계로 보내게 되었다. 혜성의 공전 주기는 43년에서 6년으로 바뀌었고, 근일점은 약 1.59 AU로 변화하였다.

## 핵 정보
- 면적: 5.5 × 4.0 × 3.3 km[4]
- 밀도: 0.6 g/cm3[5]
- 질량: 2.3×1013 kg[참조 1]

## 탐사
NASA의 스타더스트 탐사선은 1999년 2월 7일에 발사되어 2004년 1월 2일에 빌트 2 혜성 근처를 지나갔으며, 탐사선이 기존에 포획했던 성간 먼지뿐만 아니라 빌트 2 혜성에서 채취한 코마 표본을 지구로 보내왔다. 탐사선의 탐사를 통하여, 혜성의 표면이 함몰된 평평한 지형들로 꽉 차 있으며, 기타 크기가 2 km가 되지 않는 매우 작은 지형들로 이루어져 있음이 밝혀졌다. 이 지형들은 기체 분출이나 소행성 충돌로 인하여 생긴 것으로 추정되고 있다. 스타더스트가 혜성을 탐사할 동안, 최소 10개의 기체 분출구가 활동하고 있었다.
스타더스트의 "표본 회수 캡슐"은 2006년 1월 15일, 완벽한 상태에서 유타에 착륙하였다. NASA의 연구팀은 에어로젤 수집기를 분석하고, 각각의 혜성 입자들 및 성간 먼지를 분리하여 전 세계 150여 곳에 보냈다. NASA는 행성협회와 협력하여 스타더스트 성간 먼지 포획기(SIDC)에 포획된 입자들을 자원봉사자들을 통하여 추적하는 Stardust@Home 프로젝트를 진행하였다.

### 표본 분석
2006년의 분석 결과에 따르면, 혜성 먼지는 유기물(특히 생물학적으로 사용 가능한 질소를 포함한 두 종류)을 상당량 포함하고 있다. 고유한 지방족 탄화수소의 사슬은 성간 먼지의 것보다 더 길었다. 수화 규산염이나 탄산염은 발견되지 않았고, 따라서 빌트 2 혜성이 형성될 때 물기가 사라졌다고 추측된다. 극히 일부의 순수 탄소 (CHON) 입자들도 발견되었다.
유의미한 양의 결정 규산염(감람석, 회장석, 투휘석) 또한 발견되었는데, 이 광물들은 매우 높은 온도에서만 형성되며, 이 분석 결과는 혜성의 꼬리와 항성으로부터 먼 먼지 원반에서 결정 규산염을 관찰한 결과와 같다. 태양으로부터 먼 거리에서 고온 물질들이 형성되는 것에 대한 설명은 스타더스트 탐사 이전에 반 보에케이 등에 의한 설명이 존재한다.
태양계와 다른 항성계의 먼지 원반 둘 모두에서 결정 규산염은 항성과 먼 거리에서 발견되다. 이 규산염들의 출처는 논쟁의 소지가 될 수 있다. 먼지 원반 안쪽의 뜨거운 지역에서 기체의 응결이나 어닐링을 통해서 결정 규산염이 형성될 수 있긴 하지만, 바깥쪽 원반(2~20 AU)의 온도는 규산염의 유리화 온도인 1,000 K의 한참 아래이다. 이 지역에서의 결정들은 원반의 안쪽에서 바깥쪽을 향하는 흐름에 의하여 이동할 것일 수 있다. 결정 규산염의 출처에 대한 대안은 바깥쪽 원반에서 일어난 어닐링인데, 이는 충격파나 번개와 비슷하다. 세 번째 가설은 커다란 천체가 충돌로 인해 파괴되어 결정 규산염이 생겨났다는 것이다.
2008년 9월에 사이언스에 발표된 발표된 연구 결과에서는 먼지에서 발견된 산소 동위원소의 흔적을 통하여 태양계의 중심부와 바깥 부분간의 예기치 못한 암석 물질간의 섞임 현상이 있었음을 밝혀내었다. 혜성은 명왕성 너머 먼 우주에서 형성됨에도 불구하고, 혜성에서 수집된 작은 결정들을 통하여 혜성이 훨씬 더 태양에 가까워 더 뜨거운 환경에서 단조되었음을 말한다.
2011년 4월, 애리조나 대학교의 과학자들은 액체 상태의 물이 존재한다는 증거를 발견하였다. 과학자들은 철과 황화 구리를 발견하였고, 이 물질들은 물이 있어야지만 형성된다. 이 발견은 혜성이 자신의 얼음을 녹일 정도로 따뜻해지지 못한다는 기존의 연구와 반대되는 것이었다. 다른 소행성과의 충돌이나 방사성 붕괴로 인한 가열이라는 두 가지 방법으로 이 현상을 설명할 수 있을 것이다.
2014년 8월, 과학자들은 2006년에 지구로 돌아왔던 스타더스트의 샘플 중 성간 먼지일 가능성이 있는 표본들의 묶음을 발표하였다.

## 갤러리
| 81P 혜성의 내태양계로 향한 이동 |                    |             |             |
| 연 (역기점)                     | 궤도 긴반지름 (AU) | 근일점 (AU) | 원일점 (AU) |
| 1965                            | 13                 | 4.95        | 21          |
| 1978                            | 3.36               | 1.49        | 5.24        |

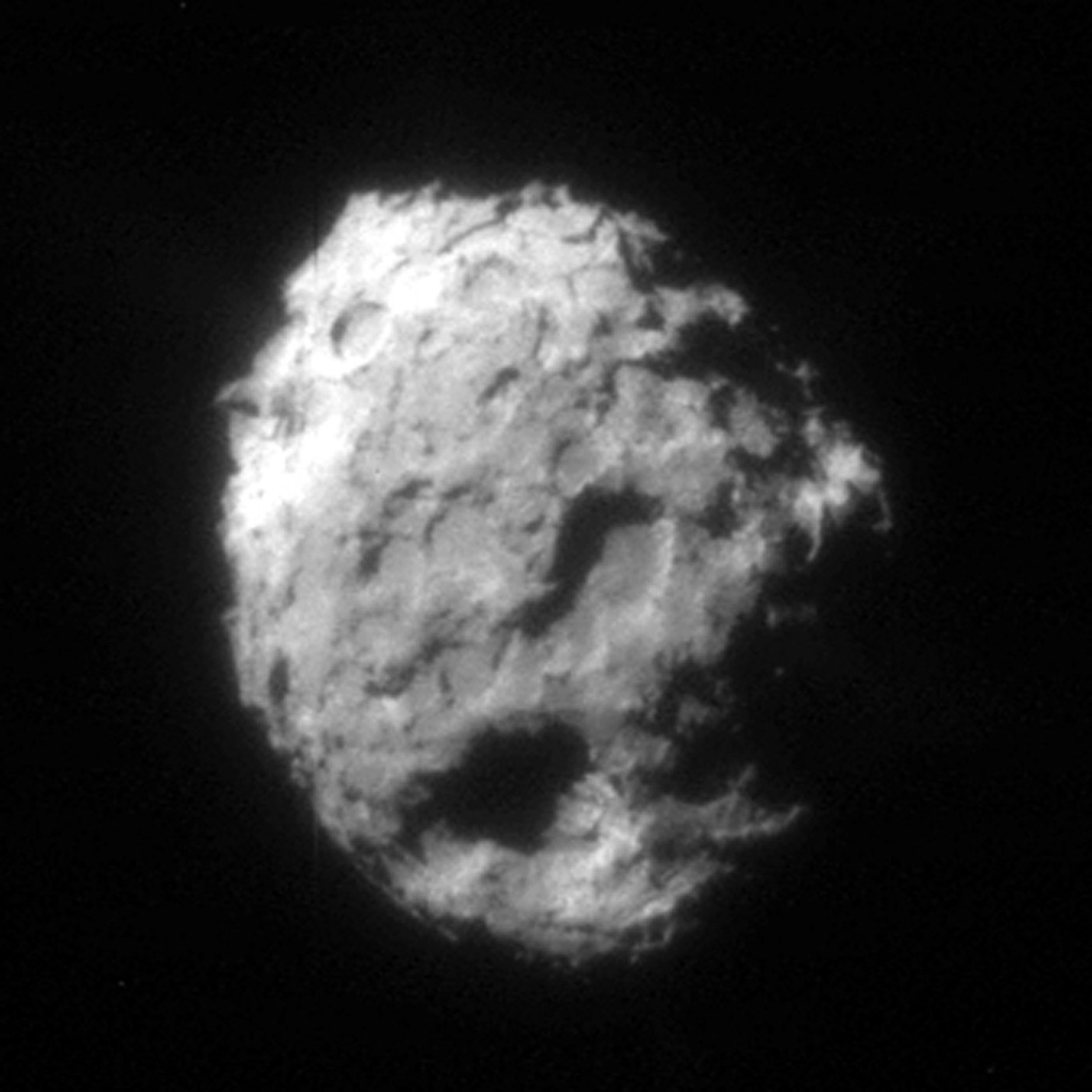
스타더스트 탐사선이 촬영한 사진.
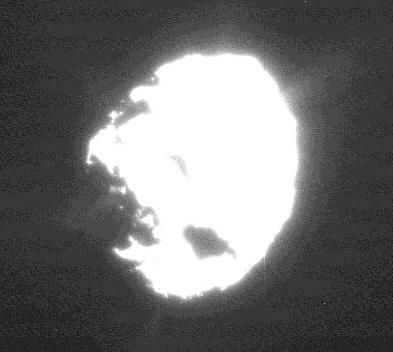
표면의 기체 분출구의 자세한 모습.
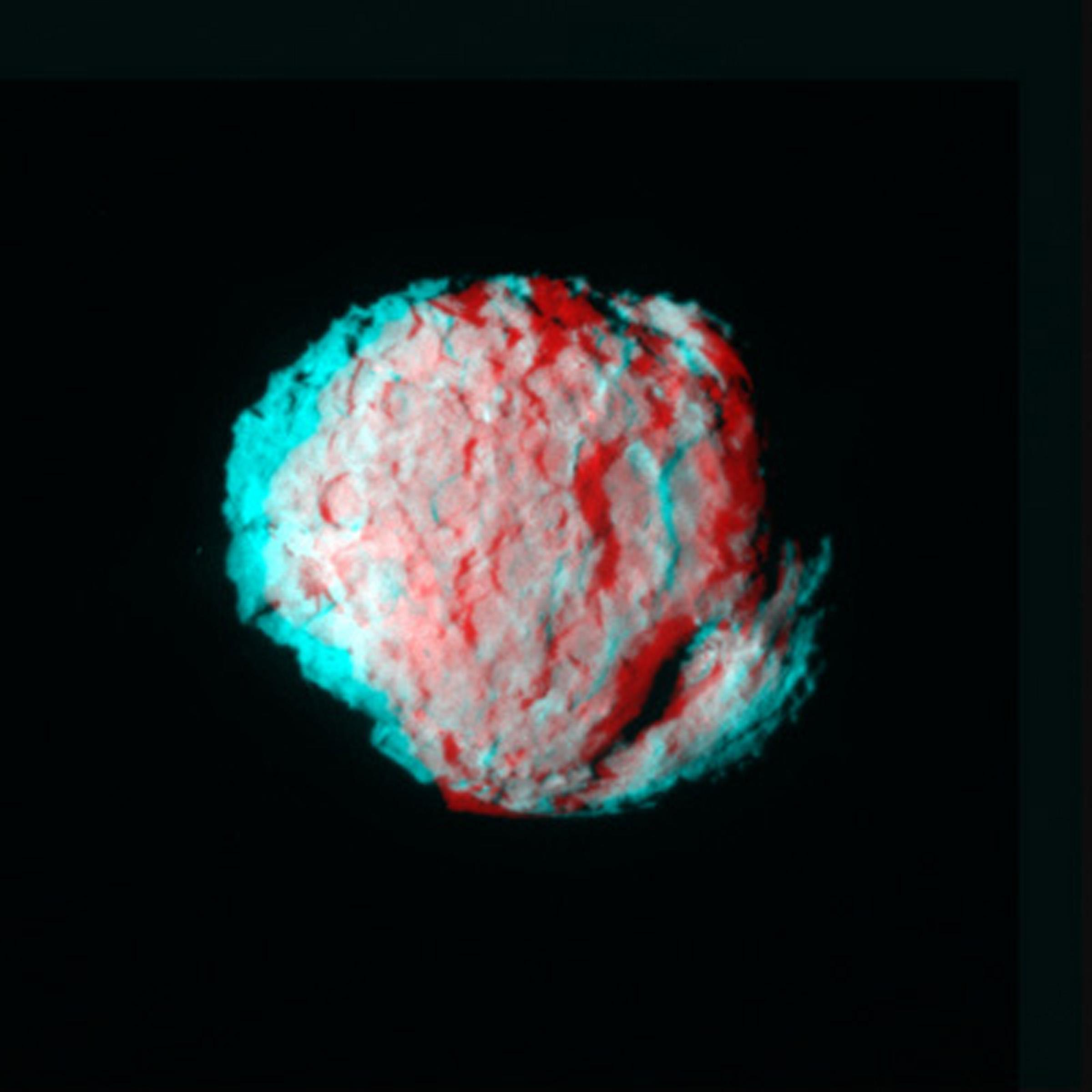
적색/녹색의 여색 입체시.
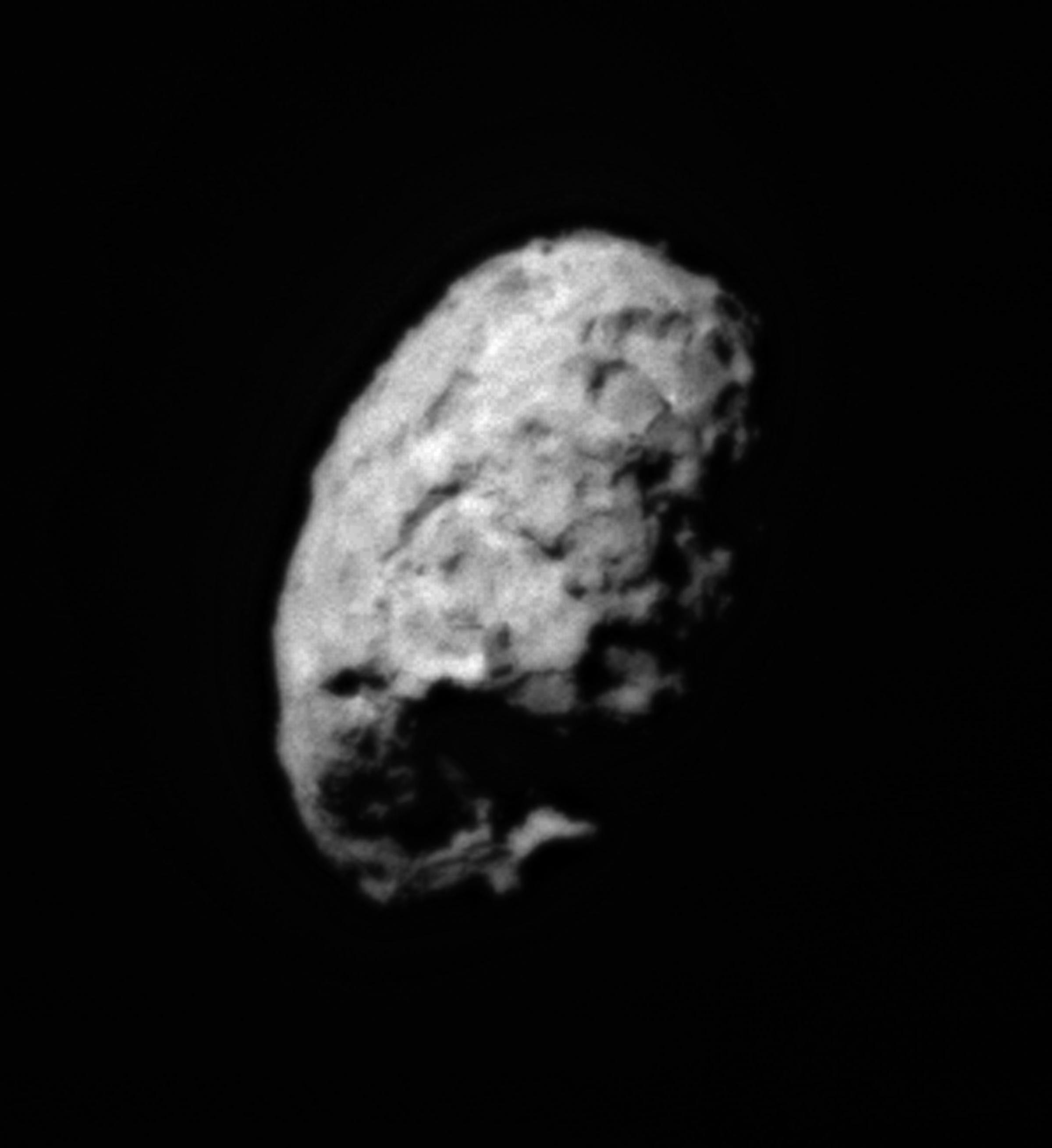
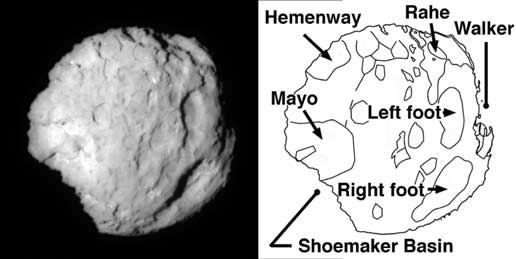

## 이름이 같은 혜성들
- 116P/빌트
- 1941 빌트 (1931 TN1)
- 63P/빌트
- 86P/빌트

## 같이 보기
- 혜성
- 스타더스트 (우주선)